# فرودگاه صحرایی دیویس (اکلاهما)
فرودگاه صحرایی دیویس (اکلاهما) (به انگلیسی: Davis Field (Oklahoma)) یک فرودگاه با کد یاتا MKO است که یک باند فرود آسفالت دارد و طول باند آن ۲۱۹۵ متر است. این فرودگاه در کشور ایالات متحده آمریکا قرار دارد .